# České studio (divadlo)
České studio, byla divadelní společnost moderního směru založená v roce 1924 v Brně režisérem Vladimírem Gamzou.

## Vznik studia
Společnost sestavil Vladimír Gamza ve spolupráci s Josefem Bezdíčkem, na kterého byla vystavena koncese. Patronem studia se stal bývalý dramaturg brněnského Národního divadla, básník a spisovatel Jiří Mahen. Soubor byl složen z 12 mladých herců, především absolventů pražské a brněnské konzervatoře (E. Hráská, I. Kubásková, J. Švabíková, V. Očásek a další). České studio se stalo putovním divadlem, působícím především na Moravě. Režiséry byli Gamza a Bezdíček. Gamza se snažil v souboru uplatňovat po ruském vzoru kolektivní metody tvůrčí práce. Ve studiu Gamza dovedl k realizaci i svůj umělecký zájem o jevištní konstruktivismus, v tu dobu uplatňovaný např. v Praze Jiřím Frejkou a jeho skupinou konzervatoristů. V tomto pojetí uvedlo studio například Langerovu Periferii,.

## Citát
| „                                   | JSME MLADÍ! ... Nemohouce dosíci svých ideálů v roztříštěnosti pod různými divadelními podnikateli, rozběhli jsme se k společné metě sdruživše se v Divadelní skupinu „České studio“ pod protektorátem básníka JIŘÍHO MAHENA, jehož jsme ideovými žáky, ... Opustili jsme teplo svých domovů, opovrhli kariérou a pohodlím u stálých divadel a vrháme se do proudů Života, abychom jej poznali, abychom srostli s lidem a s ním se sblížili v teplém dotyku jeviště s hledištěm. | “ |
| — z Provolání Českého studia (1924) | |   |

## Repertoár, výběr
- 1924 A. P. Čechov: Strýček Váňa, režie Vladimír Gamza
- 1924 F. T. Marinetti: Ohnivý buben, režie Vladimír Gamza
- 1924 František Langer: Periferie (v tit. roli Franciho vystoupil V. Gamza), režie Vladimír Gamza
- 1924 Henrik Ibsen: Strašidla, režie Josef Bezdíček
- 1924 Jiří Mahen: Ulička odvahy, režie Josef Bezdíček
- 1925 Charles Vildrac: Koráb Tenacity, režie Josef Bezdíček

## Sečesteal a zánik studia
Přestože České studio na konci roku 1924 nabízelo již 28 her, z toho 10 původních českých novinek, zaniklo po jedné sezóně působení. Gamza se ještě pokusil v červnu 1925 spojit České studio s divadelní skupinou E. A. Longena při Zöllnerově společnosti, nově vzniklý soubor byl pojmenován Sečesteal (zkratka slov „Spojené ensembly Českého studia E. A. Longena“). Zahájil činnost v Kolíně a působili v něm mj. E. A. Longen, X. Longenová, J. Bezdíček, V. Očásek, E. Hráská, I. Kubásková a S. Machov. Soubor měl na programu především hry Longenova repertoáru z Revoluční scény a Rokoka. Rozdílné temperamenty anarchistického Longena a niterně založeného Gamzy vedly k tomu, že skupina po několika týdnech zanikla,. Po zániku souborů působil Gamza v letech 1925–6 v divadle na Kladně a na konci roku 1926 založil v Praze Umělecké studio.